# Bucaramanga
Bucaramanga – miasto w północnej Kolumbii, położone na zachodnim stoku Kordyliery Wschodniej (Andy Północne). Położone jest na wysokości 959 metrów. Miasto jest ośrodkiem administracyjnym departamentu Santander. Według spisu ludności z 30 czerwca 2018 roku miasto liczyło 570 752 mieszkańców. 
W mieście działa przemysł petrochemiczny, chemiczny i cementowy. Ponadto rozwinięte jest rzemiosło artystyczne. Bucaramanga jest ośrodkiem handlowym i usługowym regionu rolniczego. W mieście znajdują się dwa uniwersytety (założone w 1947 i 1955 roku). W pobliżu funkcjonuje międzynarodowy port lotniczy Palonegro. Ponadto w mieście znajduje się siedziba rzymskokatolickiej archidiecezji Bucaramanga. 

## Współpraca
Miasto Bucaramanga ma międzynarodowe umowy o współpracy z takimi miastami jak: 
- Ribeirão Preto, Brazylia
- Concepción, Chile
- Cúcuta, Kolumbia
- Santa Marta, Kolumbia
- San Pablo, Kolumbia
- Grenoble, Francja
- San Luis Potosí, Meksyk
- Celaya, Meksyk
- Walencja, Hiszpania
- Hialeah, Stany Zjednoczone